# سيدي بوخالف
سيدي بوخالف هي قرية مغربية شمال المملكة. تنتمي سيدي بوخالف لإقليم أزيلال الساحلي. تضم هذه القرية 13.149 نسمة (إحصاء 2004).